# NGC 5459
NGC 5459 (другие обозначения — UGC 9005, MCG 2-36-37, ZWG 74.90, NPM1G +13.0362, PGC 50215) — линзообразная галактика (S0) в созвездии Волопас.
Этот объект входит в число перечисленных в оригинальной редакции «Нового общего каталога».